# Dubrave Donje
Pour les articles homonymes, voir Dubrave.
Dubrave Donje (en cyrillique : Дубраве Доње) est une localité de Bosnie-Herzégovine. Elle est située dans la municipalité de Živinice, dans le canton de Tuzla et dans la fédération de Bosnie-et-Herzégovine. Selon les premiers résultats du recensement bosnien de 2013, elle compte 2 301 habitants.

## Géographie
Le territoire de la localité est entouré par les rivières Dugonja, Krivača et Spreča (un affluent de la Bosna).

## Démographie

### Évolution historique de la population dans la localité
| 1948 | 1953 | 1961  | 1971  | 1981  | 1991  | 2013  |
| ---- | ---- | ----- | ----- | ----- | ----- | ----- |
| -    | -    | 1 721 | 2 346 | 2 459 | 2 437 | 2 301 |

|  |

### Communauté locale
En 1991, la communauté locale de Dubrave Donje comptait 3 040 habitants, répartis de la manière suivante :